# 比阿特丽斯 (葡萄牙)
比阿特丽斯（葡萄牙語：Beatriz，1373年2月—约1420年）是葡萄牙国王費南度一世与王后莱昂诺尔·特莱斯的女儿，也是他们唯一的合法继承人。她于1383年嫁给卡斯蒂利亚国王胡安一世，成为卡斯蒂利亚王后。
1383年10月費南度一世逝世后，其妻莱昂诺尔宣布年仅十岁的比阿特丽斯继位为女王，她则作为摄政执权。由于担心比阿特丽斯的继位会让葡萄牙被卡斯蒂利亚吞并，葡萄牙国内反对之声高涨，最终爆发了一场内乱。以費南度一世的异母弟、佩德罗一世的私生子阿维斯的若昂为首的势力起来反对莱昂诺尔的执政。1385年，葡萄牙议会（Portuguese Cortes）宣布拥立若昂为葡萄牙国王。不久后胡安一世在法国与阿拉贡的支持下率军入侵葡萄牙，但他在阿勒祖巴洛特战役中被葡萄牙与英国联军击败，比阿特丽斯继承王位的希望也由此破灭。
胡安一世于1390年去世，此后比阿特丽斯在卡斯蒂利亚的影响力也日渐消退，最终于1420年左右去世。